# Thannhausen (Austria)
Thannhausen – gmina w Austrii, w kraju związkowym Styria, w powiecie Weiz. Według Austriackiego Urzędu Statystycznego liczyła 2378 mieszkańców (1 stycznia 2015).